# Madeleine Caulier
Madeleine Caulier (ur. 1680 w Avelin, zm. 1712 pod Denain) – francuska służąca, żołnierka, bohaterka wojny o sukcesję hiszpańską, postać na poły legendarna.

## Życiorys
Madeleine Caulier jest postacią na poły legendarną, gdyż – jak wskazuje francuska historyk Sarah Dumortier – brakuje jednoznacznych dowodów archiwalnych, które mogłyby potwierdzić, iż taka osoba rzeczywiście istniała. 
Miała urodzić się w Avelin w 1680 roku, w okresie rządów Ludwika XIV. Była ubogą wiejską dziewczyną, która pracowała jako służąca w oberży o nazwie Le Tournebride.
11 lipca 1708 roku, w siódmym roku wojny o sukcesję hiszpańską, wojska francuskie zostały pokonane w bitwie pod Oudenaarde. Zwycięstwo to otworzyło wojskom koalicji antyfrancuskiej drogę w głąb Flandrii. 14 sierpnia tegoż roku licząca 110 tys. żołnierzy armia pod wodzą księcia Marlborough i księcia Eugeniusza Sabaudzkiego przystąpiła do oblegania silnie ufortyfikowanego Lille. Wysłana na odsiecz francuska armia nie odważyła się podjąć otwartej walki ze sprzymierzonymi, niemniej podejmowała manewry i działania dywersyjne, aby zmusić ich do przerwania oblężenia.
Jednym z francuskich żołnierzy, którzy służyli w garnizonie Lille, był brat Madeleine Caulier. Dziewczyna miała dzięki temu pozwolenie na przechodzenie jedną z miejskich bram. Według jednej z wersji francuscy oficerowie, dowiedziawszy się o tym, poprosili ją o przekazanie wiadomości do oblężonego miasta, na co wyraziła zgodę. Według innych przekazów francuski sztab zatrzymał się w oberży Le Tournebride, a Madeleine, podsłuchawszy rozmowę oficerów, którzy naradzali się nad sposobem dostarczenia wiadomości do Lille, sama zaoferowała swoją pomoc, budząc tym zdumienie zebranych.
Następnego dnia o poranku Madeleine wyruszyła w drogę. Nie obyło się bez trudności, w pewnym momencie miała zostać zatrzymana przez straże sprzymierzonych. W odpowiedzi na pytania Anglików utrzymywała, że podróżuje do Ronchin, by odwiedzić chorego ojca (lub wuja). Doprowadzono ją przed oblicze generała Williama Cadogana, który pozwolił jej kontynuować podróż. Ostatecznie dotarła do Lille i przekazała wiadomość marszałkowi de Boufflersowi. Przekazy nie wskazują przy tym jednoznacznie, czy dostarczyła mu ukryty list, czy też nauczyła się wiadomości na pamięć.
Gdy powróciła do Avelin, książę Burgundii chciał ją wynagrodzić. Odmówiła jednak przyjęcia pieniędzy. Jej jedynym życzeniem było zostać żołnierzem. Prośba ta została spełniona. Przebrana za mężczyznę walczyła odtąd w jednym z regimentów dragońskich. Miała polec 24 lipca 1712 roku w zwycięskiej dla Francji bitwie pod Denain. Według innej wersji, jednakże mniej prawdopodobnej, poległa w 1709 roku w bitwie pod Malplaquet.

## Upamiętnienie
Od 1881 roku imię Madeleine Caulier nosi plac w dzielnicy Fives w Lille. Nazwę „Caulier” nadano także stacji metra, którą otwarto przy tym placu w 1983 roku. W styczniu 2024 roku do władz miejskich wystosowano petycję w sprawie zmiany nazwy stacji na „Madeleine Caulier” – aby mocniej uwypuklić fakt, że nawiązuje ona do postaci kobiecej bohaterki.